# Teorema del minimax
Il teorema del minimax è dovuto a von Neumann. Il teorema del minimax fornisce condizioni sufficienti affinché la disuguaglianza max-min 
{\displaystyle \max _{y\in {\mathit {K_{2}}}}\min _{x\in {\mathit {K_{1}}}}f(x,y)\leq \min _{x\in {\mathit {K_{1}}}}\max _{y\in {\mathit {K_{2}}}}f(x,y).}
sia un’uguaglianza.
Il teorema costituisce non solo il punto di inizio della teoria dei giochi, ma altresì un teorema della dualità per i problemi di programmazione lineare laddove la regione ammissibile è convessa e compatta (chiusa e limitata).

## Enunciato
Sia {\displaystyle {\displaystyle f:{\mathit {K_{1}}}\times {\mathit {K_{2}}}\to \mathbb {R} }} una funzione continua dove {\displaystyle {\mathit {K_{1}}}\subset \mathbb {R} ^{n}} e {\displaystyle {\mathit {K_{2}}}\subset \mathbb {R} ^{m}} sono insiemi convessi compatti.
Se {\displaystyle f} è una funzione convessa-concava, ossia tale che
{\displaystyle f(\cdot ,y):{\mathit {K_{1}}}\to \mathbb {R} } è convessa per {\displaystyle y} fissato e
{\displaystyle f(x,\cdot ):{\mathit {K_{2}}}\to \mathbb {R} } è concava per {\displaystyle x} fissato,
allora
{\displaystyle \min _{x\in {\mathit {K_{1}}}}\max _{y\in {\mathit {K_{2}}}}f(x,y)=\max _{y\in {\mathit {K_{2}}}}\min _{x\in {\mathit {K_{1}}}}f(x,y).}

## Esempi
- Nella teoria dei giochi per un gioco finito a somma zero a due giocatori con un numero finito n di strategie (c.d. giochi simmetrici), è facile pensare alla funzione di pagamento {\displaystyle f:S_{1}\times S_{2}\rightarrow \mathbb {R} } come ad una forma bilineare alternante la cui proprietà di alternanza {\displaystyle f(s_{1},s_{2})=-f(s_{2},s_{1})} matematizza la contrapposizione totale dei due giocatori, ossia il fatto che la somma dei pagamenti sia zero. Indicato con {\displaystyle S_{1}} e {\displaystyle S_{2}} l’insieme delle strategie pure dei due giocatori e ponendo

{\displaystyle f_{1}(s_{1},s_{2}):=f(s_{1},s_{2})}
{\displaystyle f_{2}(s_{1},s_{2}):=f(s_{2},s_{1})}
si ottiene la definizione di gioco a somma zero:
{\displaystyle f_{1}(s_{1},s_{2})+f_{2}(s_{1},s_{2})} ≡ {\displaystyle 0} per ogni {\displaystyle s_{1}\in S_{1}} e per ogni {\displaystyle s_{2}\in S_{2}}
Nei giochi finiti è immediato constatare che i due insiemi {\displaystyle S_{1}} e {\displaystyle S_{2}} risultano essere compatti poiché sono finiti e dunque privi di punti di accumulazione. Le funzioni dei pagamenti {\displaystyle f_{i}} risultano definite su insiemi privi di punti di accumulazione, insiemi dunque costituiti dai soli punti isolati, punti cioè in cui le due funzioni {\displaystyle f_{i}} risultano essere continue (di più uniformemente continue). In merito alla richiesta che i due insiemi {\displaystyle S_{1}} e {\displaystyle S_{2}} siano convessi è sufficiente considerarne il politopo (involucro convesso) una volta introdotto il concetto di strategia mista come una ennupla non negativa di numeri {\displaystyle ({\tilde {s}}_{1},\ldots ,{\tilde {s}}_{n})} tali che {\displaystyle {\tilde {s}}_{1}+...+{\tilde {s}}_{n}=1}. Il dominio di variazione delle strategie miste è più esteso di quello delle strategie pure: per queste ultime infatti il dominio è un semplice insieme finito di {\displaystyle n} ennuple ordinate, mentre le strategie miste sono definite su un sottoinsieme dello spazio vettoriale di dimensione {\displaystyle n} costituito da tutte le combinazioni lineari convesse delle {\displaystyle n} strategie pure e come tale risulta convesso ed avente dimensione finita pari a {\displaystyle n+1}. L’inviluppo convesso è compatto perché è costruito sull’insieme compatto delle strategie pure. Se {\displaystyle f_{1}(\cdot ,{\tilde {s}}_{2})} risulta essere convessa rispetto a {\displaystyle {\tilde {s}}_{1}} per {\displaystyle {\tilde {s}}_{2}} fissato e poiché  {\displaystyle f_{1}=-f_{2}}, allora {\displaystyle f_{2}({\tilde {s}}_{1},\cdot )} risulta essere concava rispetto a {\displaystyle {\tilde {s}}_{2}} per {\displaystyle {\tilde {s}}_{1}} fissato, sicché le condizioni del teorema del minimax risultano soddisfatte.
- Il valore di un gioco simmetrico a somma zero a due giocatori esteso a strategie miste presenta valore pari a zero[3]. Il valore di un gioco per definizione è

{\displaystyle \min _{{\tilde {s}}_{1}}\max _{{\tilde {s}}_{2}}f({\tilde {s}}_{1},{\tilde {s}}_{2})=v^{*}=\max _{{\tilde {s}}_{2}}\min _{{\tilde {s}}_{1}}f({\tilde {s}}_{1},{\tilde {s}}_{2})}
Si consideri dapprima la parte sinistra delle due eguaglianze appena scritte {\displaystyle v*=\min _{{\tilde {s}}_{1}}\max _{{\tilde {s}}_{2}}f({\tilde {s}}_{1},{\tilde {s}}_{2})}, per ipotesi è {\displaystyle f({\tilde {s}}_{1},{\tilde {s}}_{2})=-f({\tilde {s}}_{2},{\tilde {s}}_{1})} dunque
{\displaystyle v^{*}=\min _{{\tilde {s}}_{1}}\max _{{\tilde {s}}_{2}}f({\tilde {s}}_{1},{\tilde {s}}_{2})=\min _{{\tilde {s}}_{1}}\max _{{\tilde {s}}_{2}}[-f({\tilde {s}}_{2},{\tilde {s}}_{1})]=-\max _{{\tilde {s}}_{1}}\min _{{\tilde {s}}_{2}}f({\tilde {s}}_{2},{\tilde {s}}_{1})}.
Poiché l'insieme delle strategie per i due giocatori sono identiche {\displaystyle S_{1}=S_{2}}, scambiando {\displaystyle {\tilde {s}}_{1}} con {\displaystyle {\tilde {s}}_{2}} si ottiene
{\displaystyle -\max _{{\tilde {s}}_{1}}\min _{{\tilde {s}}_{2}}f({\tilde {s}}_{2},{\tilde {s}}_{1})=-\max _{{\tilde {s}}_{2}}\min _{{\tilde {s}}_{1}}f({\tilde {s}}_{1},{\tilde {s}}_{2})=-v^{*}}.
Per confronto risulta {\displaystyle v^{*}=-v^{*}} e quindi necessariamente il valore del gioco è {\displaystyle v^{*}=0}.
- La matrice associata alla funzione dei pagamenti {\displaystyle f} è una matrice antisimmetrica e presenta quali elementi della diagonale principale solo zeri in quanto da {\displaystyle f(s_{1},s_{2})=-f(s_{2},s_{1})} per ogni {\displaystyle s_{1}},{\displaystyle s_{2}} segue immediatamente che è {\displaystyle f(s_{1},s_{1})=0} per ogni {\displaystyle s_{1}} una volta scelto {\displaystyle s_{1}=s_{2}}.

## Il teorema del min-max e la programmazione convessa
Il teorema alla base dei giochi antagonisti può essere preso come punto di unione tra la teoria della dualità ed i problemi di programmazione convessa, in particolare quelli di programmazione lineare.
Le coppie di problemi constitute dal problema primale e dal suo problema duale sono infatti strettamente legate al problema di determinare i punti di sella {\displaystyle (\mathbf {x} ^{\ast },\mathbf {y} ^{\ast })} della funzione lagrangiana {\displaystyle {\mathcal {L}}(\mathbf {x} ,\mathbf {y} )}. Se {\displaystyle \mathbf {x} ^{\ast }} è soluzione del problema primale di massimizzazione e se {\displaystyle \mathbf {y} ^{\ast }} è soluzione del problema duale di minimizzazione allora il valore all'ottimo della funzione lagrangiana del problema primale, {\displaystyle maxmin{\mathcal {L}}}, coincide con il valore all'ottimo della funzione lagrangiana del problema duale, {\displaystyle minmax{\mathcal {L}}}. In altri termini vale la relazione di dualità:
{\displaystyle \max _{x\in {\mathit {K_{1}}}}\min _{y\in {\mathit {K_{2}}}}{\mathcal {L}}(\mathbf {x} ,\mathbf {y} )={\mathcal {L}}(\mathbf {x} ^{\ast },\mathbf {y} ^{\ast })=\min _{y\in {\mathit {K_{2}}}}\max _{x\in {\mathit {K_{1}}}}{\mathcal {L}}(\mathbf {x} ,\mathbf {y} )}
In generale almeno uno dei due insiemi {\displaystyle {\mathit {K_{1}}}} o {\displaystyle {\mathit {K_{2}}}} è un insieme illimitato, dunque non è compatto: ciò costituisce il motivo per cui il teorema di von Neumann non è largamente applicato nella programmazione convessa.

### Esempio
In un generico gioco a somma zero a due persone per il giocatore massimizzante si ha il problema primale seguente:
{\displaystyle \max _{x\in {\mathit {K_{1}}}}v}
soggetto ai vincoli:
{\displaystyle \left\{{\begin{array}{l}{\begin{matrix}\sum _{j=1}^{n}a_{i,j}\cdot x_{j}\end{matrix}}\geq v\quad \forall i=1,...,m\\{\begin{matrix}\sum _{j=1}^{n}x_{j}\end{matrix}}=1\\x_{j}\geq 0\quad \forall j=1,...,n\\\end{array}}\right.}
La funzione lagrangiana associata a questo problema è:
{\displaystyle {\mathcal {L}}(\mathbf {x} ,\mathbf {y} )=v+\left\langle \mathbf {y} ,A\mathbf {x} -\mathbf {v} \right\rangle }
dove {\displaystyle \mathbf {v} =\left(v,\cdots ,v\right)}, mentre {\displaystyle \mathbf {y} =(y_{1},\cdots ,y_{m})} rappresentano i moltiplicatori di lagrange e costituiscono le strategie miste del giocatore avversario.
Osservato che la funzione lagrangiana {\displaystyle {\mathcal {L}}(\mathbf {x} ,\mathbf {y} )=v+\left\langle \mathbf {y} ,A\mathbf {x} -\mathbf {v} \right\rangle } risulta essere una funzione convessa nella variabile {\displaystyle \mathbf {x} } sull'insieme {\displaystyle {\mathit {K_{1}}}=\left\{x\in \mathbb {R} ^{n}|\sum _{j=1}^{n}x_{j}\cdot \alpha _{j}\quad |\quad \alpha _{j}=1,\quad \sum _{j=1}^{n}x_{j}=1,\quad x_{j}\geq 0\quad \forall j\right\}}, che la lagrangiana {\displaystyle {\mathcal {L}}(\mathbf {x} ,\mathbf {y} )} è chiaramente una funzione lineare in {\displaystyle \mathbf {y} }, dunque risulta essere banalmente concava in {\displaystyle \mathbf {y} } in quanto ogni funzione lineare è sia concava che convessa e che i due insiemi {\displaystyle {\mathit {K_{1}}}} e {\displaystyle {\mathit {K_{2}}}}  sono compatti, si deduce che la relazione di dualità
{\displaystyle \max _{x\in {\mathit {K_{1}}}}\min _{y\in {\mathit {K_{2}}}}{\mathcal {L}}(\mathbf {x} ,\mathbf {y} )=\min _{y\in {\mathit {K_{2}}}}\max _{x\in {\mathit {K_{1}}}}{\mathcal {L}}(\mathbf {x} ,\mathbf {y} )}
è diretta conseguenza del teorema del minimax.
La formulazione esplicita del problema duale si ottiene considerando
{\displaystyle \min _{y\in {\mathit {K_{2}}}}\max _{x\in {\mathit {K_{1}}}}{\mathcal {L}}(\mathbf {x} ,\mathbf {y} )}
Dapprima si massimizza la lagrangiana per {\displaystyle \mathbf {y} } fisso e {\displaystyle \mathbf {x} } variabile in {\displaystyle {\mathit {K_{1}}}}
{\displaystyle \max _{x\in {\mathit {K_{1}}}}{\mathcal {L}}(\mathbf {x} ,\mathbf {y} )=\max _{x\in {\mathit {K_{1}}}}\left[v-\left\langle \mathbf {y} ,\mathbf {v} \right\rangle +\left\langle \mathbf {y} ,A\mathbf {x} \right\rangle \right]}
Essendo {\displaystyle \sum _{j=1}^{n}x_{j}=1} si può scrivere {\displaystyle v=v\cdot 1=v{\dot {\left(\sum _{j=1}^{n}x_{j}\right)}}=vx_{1}+\cdots +vx_{n}=\left\langle \mathbf {v} ,\mathbf {x} \right\rangle }
dove {\displaystyle \mathbf {v} =\left(v,\cdots ,v\right)}.
Ricordato che {\displaystyle \left\langle \mathbf {y} ,A\mathbf {x} \right\rangle =\left\langle A^{t}\mathbf {y} ,\mathbf {x} \right\rangle }  si ottiene
{\displaystyle \max _{x\in {\mathit {K_{1}}}}\left[-\left\langle \mathbf {y} ,\mathbf {v} \right\rangle +\left\langle \mathbf {v} ,\mathbf {x} \right\rangle +\left\langle A^{t}\mathbf {y} ,\mathbf {x} \right\rangle \right]=-\left\langle \mathbf {y} ,\mathbf {v} \right\rangle +\max _{x\in {\mathit {K_{1}}}}\left[\left\langle \mathbf {v} +A^{t}\mathbf {y} ,\mathbf {x} \right\rangle \right]}.
Poiché {\displaystyle x_{j}\geq 0} per tutti i j da {\displaystyle 1} a {\displaystyle m}, si avrà {\displaystyle \left\langle \mathbf {v} +A^{t}\mathbf {y} ,\mathbf {x} \right\rangle >0} se {\displaystyle \mathbf {v} +A^{t}\mathbf {y} >0} oppure {\displaystyle \left\langle \mathbf {v} +A^{t}\mathbf {y} ,\mathbf {x} \right\rangle \leq 0} se {\displaystyle \mathbf {v} +A^{t}\mathbf {y} \leq 0}.
Dunque si ha:
{\displaystyle \min _{y\in {\mathit {K_{2}}}}\max _{x\in {\mathit {K_{1}}}}{\mathcal {L}}(\mathbf {x} ,\mathbf {y} )=-\min _{y\in {\mathit {K_{2}}}}\left[\left\langle \mathbf {y} ,\mathbf {v} \right\rangle \right]=\min _{y\in {\mathit {K_{2}}}}-v} per {\displaystyle \mathbf {v} +A^{t}\mathbf {y} \leq 0}
ed il problema duale presenta la formulazione seguente:
{\displaystyle \min _{y\in {\mathit {K_{2}}}}-v}
soggetto ai vincoli:
{\displaystyle \left\{{\begin{array}{l}{\begin{matrix}\sum _{i=1}^{m}a_{i,j}\cdot y_{i}\end{matrix}}\leq -v\quad \forall j=1,...,n\\{\begin{matrix}\sum _{i=1}^{m}y_{i}\end{matrix}}=1\\y_{i}\geq 0\quad \forall i=1,...,m\\\end{array}}\right.}
Posto {\displaystyle {\tilde {v}}=-v} si ha
{\displaystyle \min _{y\in {\mathit {K_{2}}}}{\tilde {v}}}
{\displaystyle \left\{{\begin{array}{l}{\begin{matrix}-A^{t}\cdot \mathbf {y} \mathbf {} \end{matrix}}\geq -{\tilde {v}}\\{\begin{matrix}\sum _{i=1}^{m}y_{i}\end{matrix}}=1\\y_{i}\geq 0\quad \forall i=1,...,m\\\end{array}}\right.}